# Ljusfallshammar
Ljusfallshammar is een plaats in de gemeente Finspång in het landschap Östergötland en de provincie Östergötlands län in Zweden. De plaats heeft 318 inwoners (2005) en een oppervlakte van 66 hectare.